# Mekosuchinae
I Mekosuchinae sono una sottofamiglia estinta di coccodrilli vissuti dall'Eocene all'Olocene, circa 56-0,003 milioni di anni fa, in Australia e in Oceania, sopravvivendo sino all'arrivo dei primi uomini sul continente: nel Pleistocene in Australia e nell'Olocene nelle isole del Pacifico di Figi, Nuova Caledonia e Vanuatu.

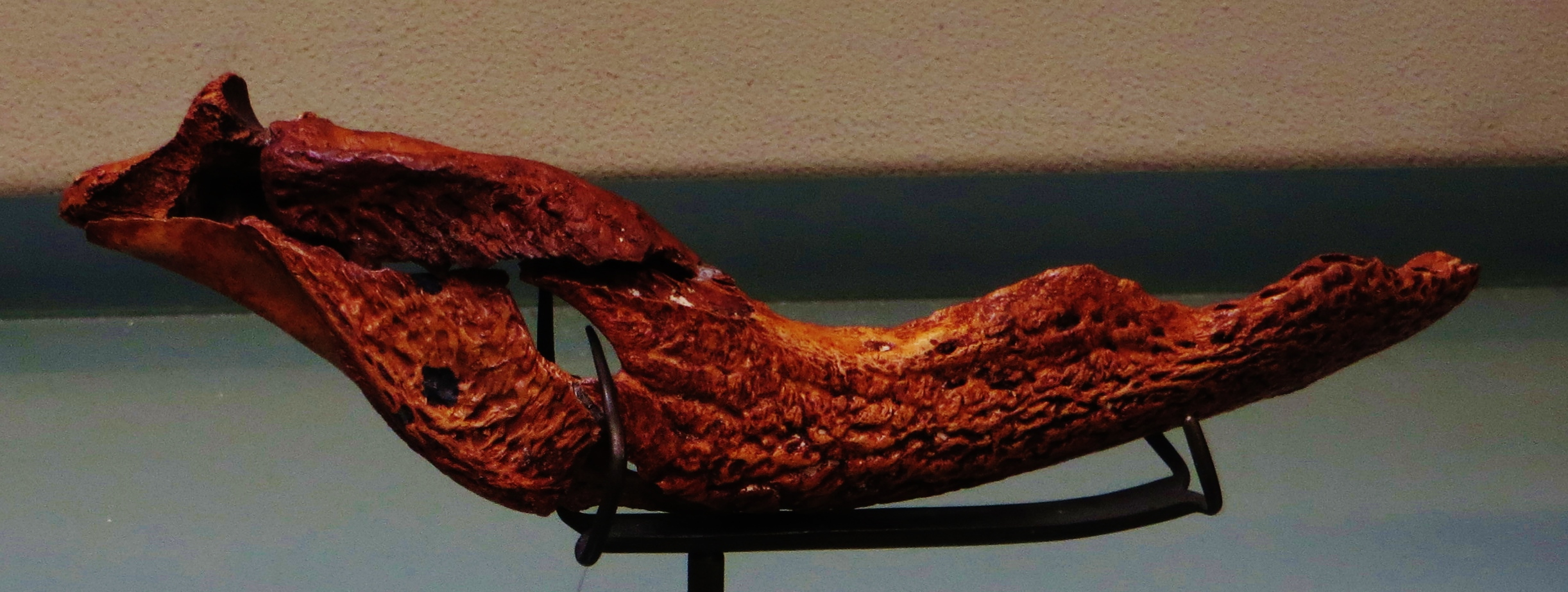
Mandibola di Mekosuchus inexpectatus

Vi è un certo disaccordo nel classificare i mekosuchini come una sottofamiglia della famiglia Crocodylidae, o come famiglia a sé stante, Mekosuchidae, a causa di alcuni caratteri peculiari di queste forme. I coccodrilli Mekosuchine erano un gruppo eterogeneo. Una delle ultime specie, Mekosuchus inexpectatus, dall'Olocene della Nuova Caledonia, potrebbe essere stata addirittura un animale arboricolo. Le prime specie del Miocene, come Harpacochampsa camfieldensis, potrebbero invece essere stati simili al falso gaviale. Un altro fossile di mekosuchino, attualmente non descritto, è stato ritrovato in depositi risalenti al Miocene della Nuova Zelanda. Un genere, Mekosuchus, riuscì a diffondersi in diverse isole del Pacifico; si ritiene che sia riuscito a colonizzare le varie isole sfruttando il Mar dei Coralli, spostandosi prima verso un'isola ora sommersa, nota come Greater Chesterfield Island, per poi diffondersi in Nuova Caledonia ed oltre. Un'altra specie di mekosuchino, Volia athollandersoni, è stata rinvenuta nelle isole Figi. Alcuni scienziati teorizzano che i fossili di queste forme potrebbero essere rinvenuti anche a Tonga e Samoa.
Durante il Pleistocene, il mekosuchino Quinkana fu uno dei superpredatori terrestri del continente australiano, fino all'arrivo dell'uomo.
I Mekosuchinae subirono un drastico declino nell'Australia post-Miocene, con tutti i generi, eccetto Quinkana e Pallimnarchus (entrambi si estinsero durante l'evento d'estinzione di massa del Quaternario), estinguendosi in Australia entro la fine del Pliocene. Dopo la scomparsa di Quinkana e Pallimnarchus, il gruppo sopravvisse su Vanuatu e Nuova Caledonia fino all'arrivo degli esseri umani; si presume che questa sia stata una delle cause decisive della loro estinzione.